# Вільне програмне забезпечення
Ця стаття описує вільно поширюване програмне забезпечення у термінах проєкту GNU.

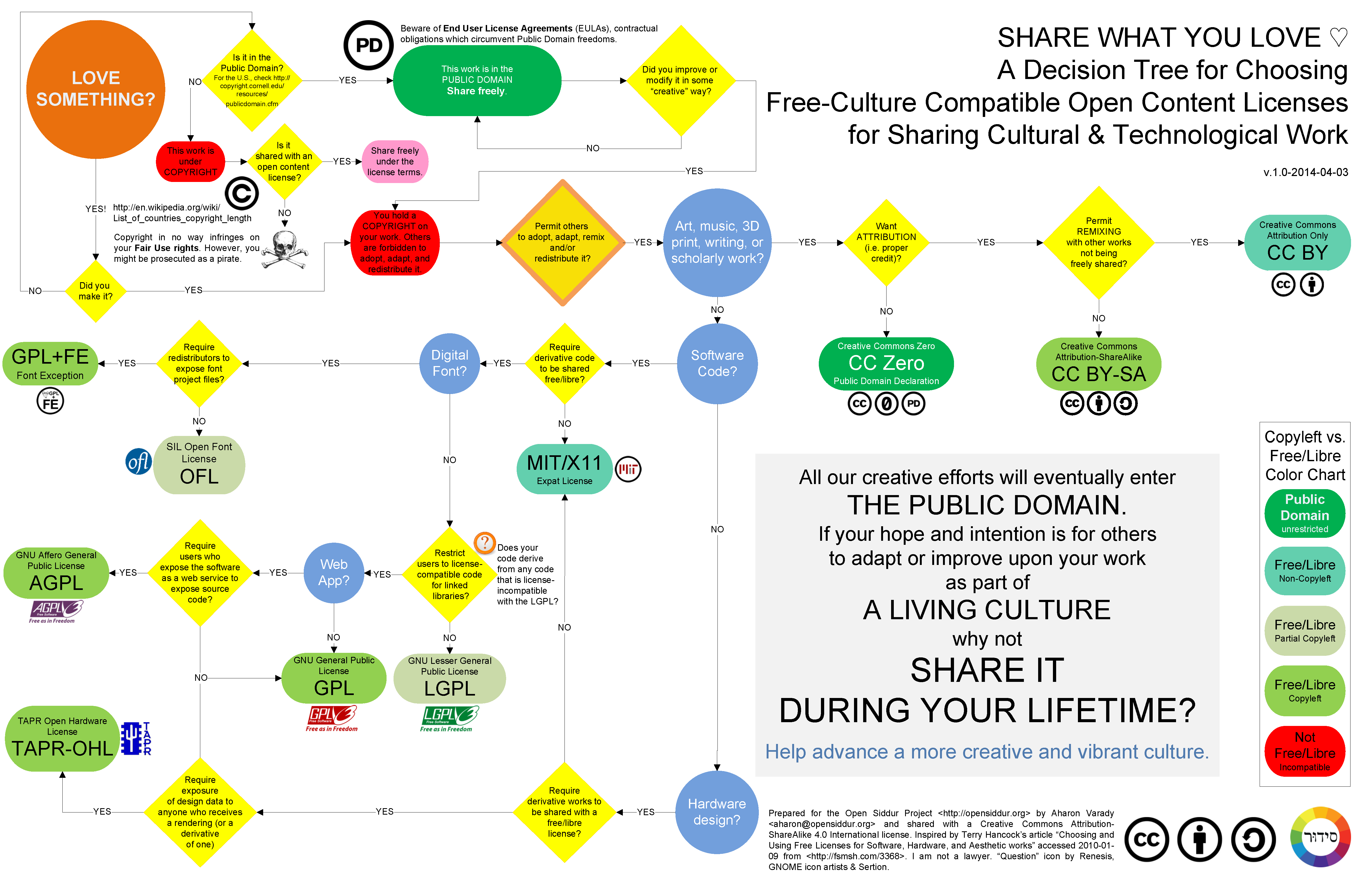
Дерево рішень (блок-схема), щоб допомогти розпорядникам авторських прав вибрати відповідну ліцензію вільної культури/лібера для типу культурної або технологічної роботи, якою вони хочуть поділитися: програмне забезпечення, апаратне забезпечення, мистецтво, музика або наукова робота.

Вільне програмне забезпечення (англ. free software, software libre, чи libre software) — програмне забезпечення, яке надає користувачу низку неодмінних свобод:
- свобода виконувати програму як вам завгодно в будь-яких цілях (свобода 0);
- свобода вивчати роботу програми й модифікувати програму, щоб вона виконувала обчислення користувача, як він побажає (свобода 1). Це передбачає доступ до початкового коду;
- свобода передавати копії, щоб допомогти іншим (свобода 2);
- свобода передавати копії змінених версій іншим (свобода 3). Це передбачає доступ до початкового коду[1].

Якщо хоча б однієї із цих свобод немає, програма не належить до вільного програмного забезпечення. Таким чином, якщо програма надається безплатно, це ще не означає, що програма є вільною: існує низка безплатних програмних продуктів, джерельний код яких не публікується, або на які існують обмеження використання чи розповсюдження. Такі програми не є вільним програмним забезпеченням.
При тому вільне програмне забезпечення не обов'язково мусить бути безплатним: копії можна розповсюджувати й за гроші, але не можна при цьому забороняти безплатно копіювати програму далі чи обмежувати користувача в будь-якій зі свобод, зазначених вище.
Оскільки кожен, хто має копію вільної програми, має право передавати її будь-кому безплатно, то найчастіше ВПЗ є безплатним. Бізнесові моделі ВПЗ базуються на додаткових послугах на кшталт технічної підтримки, навчанні, сертифікації чи інтеграції. Проте ВПЗ забороняє бізнесові моделі, засновані на абсолютній відсутності будь-яких прав у користувача і вимозі оплачувати право використання ПЗ.
Термін вільне програмне забезпечення ввів Річард Столмен, засновник проєкту GNU.

Цей графік показує найпопулярніші ліцензії з відкритим кодом у 2021 році за даними mend.io. У порядку від найбільш до найменш популярних — Apache License, ліцензія MIT, GNU General Public Licenses, ліцензія BSD, GNU Lesser General Public License, та Mozilla Public License

Щоб програмне забезпечення вважалось вільним, воно повинно поширюватись під однією з вільних ліцензій, котра закріплює за користувачем вищеописані права, та з вільнодоступними джерельними кодами. Найвідомішими з них є:
- Загальна публічна ліцензія GNU (GNU General Public License)
- Менша загальна публічна ліценція GNU (GNU Lesser General Public License)
- Ліцензія BSD (BSD License)
- Публічна ліцензія Mozilla (Mozilla Public License)
- Ліцензія MIT (MIT License)
- Ліцензія Apache (Apache License)

Власницьке програмне забезпечення найчастіше надається без доступу до джерельного коду, натомість для вільного програмного забезпечення доступ до джерельного коду є обов'язковою умовою.

## Історія розвитку ВПЗ

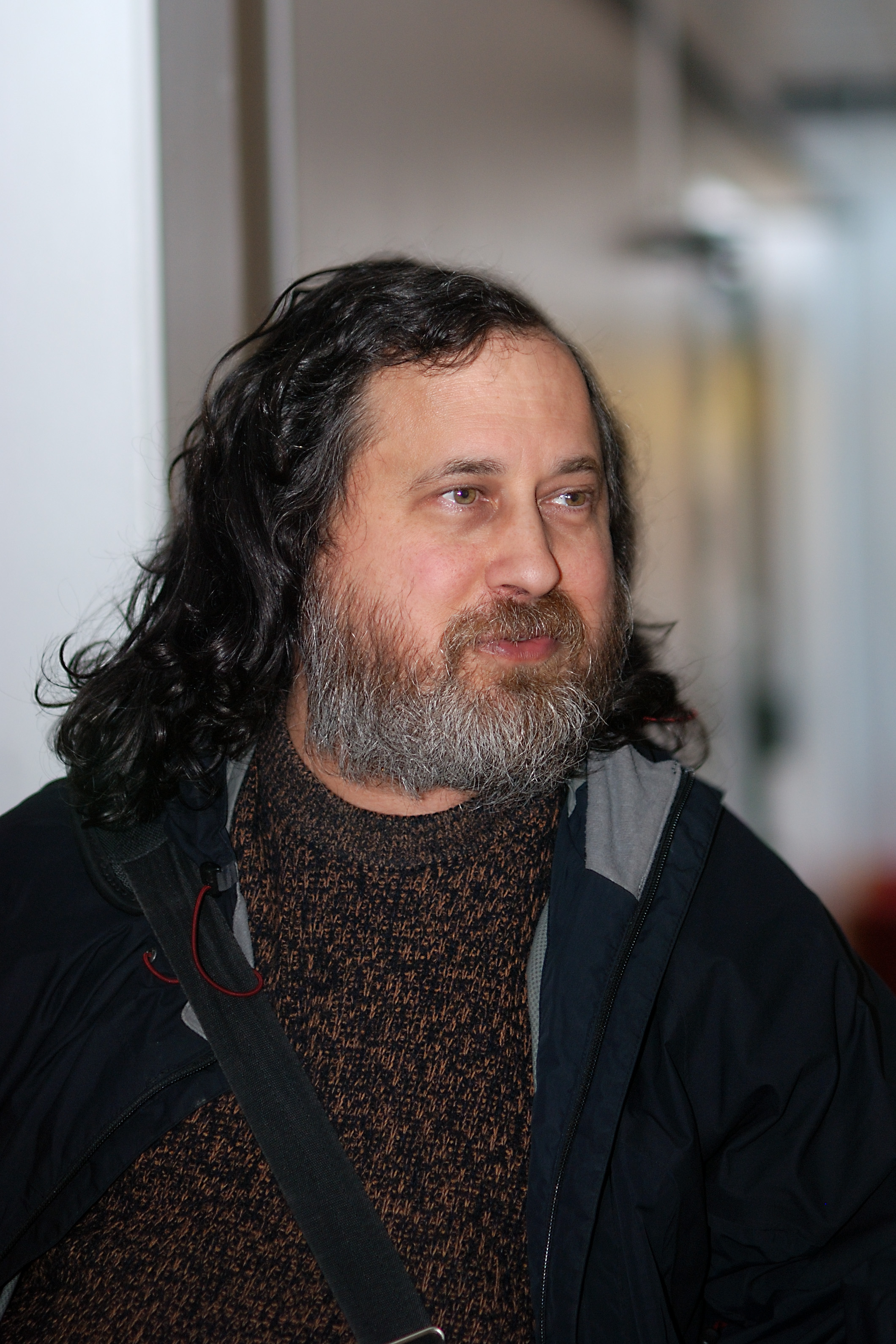
Річард Столмен, засновник руху за вільне ПЗ

У 50—70-х роках ВПЗ було звичним явищем для користувачів. Воно запросто поширювалось користувачами, котрі мали доступ до комп'ютерів та фірмами-виробниками, котрі раділи, що люди пишуть програми, котрі роблять роботу з їхніми пристроями зручнішою. В 70-х — на початку 80-х років компанії почали обмежувати ці свободи, захищати розроблені програми копірайтами та поширювати лише бінарні коди програм, щоб ускладнити або унеможливити вивчення та модифікацію програм.
У 1983 році Річард Столмен заснував проєкт GNU після того, як безпосередньо зіткнувся зі змінами у культурі користувачів та комп'ютерної індустрії в цілому. Розробка ПЗ для операційної системи GNU розпочалась у січні 1984 року, а Фонд вільного програмного забезпечення (англ. Free Software Foundation, FSF) був заснований у жовтні 2005 року. Він ввів визначення ВПЗ та термін «copyleft» (буквально «авторське ліво») на противагу «copyright» («авторське право») для позначення ВПЗ.
ВПЗ — це потужна міжнародна співпраця по написанню програм, котрі використовуються окремими людьми, великими організаціями та урядовими структурами. ВПЗ має величезну вагу на ринку серверів та інтернет-служб, як, наприклад, вебсервер Apache, СКБД MySQL та мова сценаріїв PHP. Повністю вільні комп'ютерні середовища доступні у вигляді величезних пакунків базових програм у складі дистрибутивів GNU/Лінукс та ОС FreeBSD. Розробники ВПЗ також створили вільні версії практично всіх поширених стільничних програм, як от вебоглядачі, офісні пакети та мультимедійні програвачі. Важливо також зауважити, що в багатьох випадках ВПЗ для окремих робочих станцій чи домашніх користувачів — лише частина більших власницьких пакетів. Більшість ВПЗ поширюється безплатно через інтернет або звичайними способами за символічну плату; проте це не є обов'язковою вимогою і будь-хто може продавати його за будь-яку ціну.
Економічні вигоди моделі ВПЗ були розпізнані такими великими корпораціями як IBM, Red Hat та Sun Microsystems. Багато компаній, чий ключовий бізнес лежить за межами ІТ-сектору, вибирають ВПЗ для представництва в інтернет, для офіційних сайтів завдяки низькій собівартості та можливості вільно змінювати пакунки програм.

## Філософія
У європейській та заснованій на ній американській культурі відносно матеріальних речей так довго вироблялись правила власності, що перенесення цих правил на речі нематеріальні — зокрема програмні продукти — виглядало абсолютно природним і не викликало сумнівів. А причин для сумнівів, однак, чимало. Головною відмінністю програми від матеріальної речі є так зване беззбиткове копіювання. Іншими словами, для матеріальної речі законодавчо закріплено право користування лише однією людиною.[джерело?] Ніяких додаткових механічних чи юридичних пристосувань при цьому не потрібно.[джерело?]
Комп'ютерна програма у цьому плані кардинально відрізняється. Скільки б не було вкладено ресурсів у її розробку, процедура її копіювання різко відрізняється від процедури копіювання, наприклад, табуретки. Вона не вимагає участі жодного автора програми та навіть будь-якої людини взагалі. Єдина стаття витрат при цьому — ціна носія даних та амортизаційні витрати копіювального пристрою. В результаті ми отримаємо два екземпляри програми, котрою зможуть користуватись уже двоє людей. Якщо ж до програми ставитися як до матеріального продукту і закріплювати права користування нею за певною особою, виникає ряд протиріч, котрі доводиться вирішувати штучними, протиприродними засобами.
Наприклад, потрібно вирішити, які все-таки збитки завдані «хазяїну» програми при її беззбитковому копіюванні. Як правило, при цьому фігурує поняття «втрачений прибуток», тобто прибуток, який власник міг би отримати, але не отримав через те, що його програму скопіювали. Доводиться придумувати методи, що блокують копіювання програм, чи пошкоджують копію; доводиться обмежувати зловживання — а заразом і свободу — всього людства на користь власника патенту — особливої категорії прав, введеної в законодавство. При цьому далеко не завжди власник патенту та автор винаходу — одна й та ж особа.

## Кількість вільного програмного забезпечення
Кількість вільних проєктів вимірюється сотнями тисяч. Так, компанія Black Duck Software відкрила під ліцензією Creative Commons Attribution 3.0 Unported всі дані соціальної мережі для розробників і користувачів відкритого програмного забезпечення Ohloh.net. Дані містять структуровану інформацію про 662 354 (станом на березень 2014 року) відкритих проєктів, отриману в результаті агрегування інформації з приблизно 5 000 репозиторіїв, включаючи репозиторії спільнот Eclipse, Mozilla, Apache і kernel.org, а також хостинги відкритих проєктів GitHub, SourceForge і Google Code. Для спрощення доступу до даних підготовлений спеціальний RESTful API, за допомогою якого можна формувати вибірки статистики, наприклад, отримати інформацію про кількість учасників розробки заданого проєкту, кількість прийнятих комітів, розмір кодової бази, про використані мови програмування і ліцензії. Пошуковий сервіс code.ohloh.net дозволяє виконувати пошук по кодовій базі з більш ніж 10 мільярдів рядків коду.

## Приклади
Найвідоміше вільне програмне забезпечення:
- Операційні системи: GNU/Лінукс, BSD, Darwin, OpenSolaris, та клон Windows — ReactOS.
- Компілятори GCC, зневаджувач GDB та бібліотеки мови «С»;
- Сервери: сервер служби доменних назв «BIND», поштовий сервер Sendmail, сервер тенет Apache, файловий сервер Samba
- Реляційні СКБД: MySQL, PostgreSQL, Firebird; noSQL системи Apache Cassandra, CouchDB, MongoDB
- Мови програмування: Perl, PHP, Python, Ruby, Tcl.
- Інтегровані середовища розробки Eclipse, NetBeans
- Графічні інтерфейси користувача: система «X Window», стільничні середовища GNOME, KDE, Xfce.
- Офісні пакети OpenOffice.org, LibreOffice
- Оглядач тенет Mozilla Firefox
- Графічні редактори GIMP, Inkscape
- Тривимірний редактор Blender
- Системи підготовки документів TeX і LaTeX
- Інструменти для тестування та зневадження сценаріїв Юнікс: Expect
- Інструменти для слідкування за мережевими службами: Nagios, WireShark
- САПР для 2-мірного креслення та проєктування LibreCAD
- 3D САПР загального призначення FreeCAD
- CAD-система з можливістю симуляції тримірного руху: freeCAD
- Система керування вмістом: MediaWiki, Drupal, WordPress
- Системи управлінського та бухгалтерського обліку: Ананас (програма), Openbravo
- Касові системи для магазинів та ресторанів: Openbravo POS, OpenPOS
- Програмне забезпечення для створення соціальних мереж в інтернеті : Oxwall